# Gafni Miklós
Gafni Miklós született Weinstock, névváltozata: Vári-Weinstock (Tiszacsege, 1923. május 28. – New York, 1981. március 8.) magyarországi születésű operaénekes (tenor).

## Élete
Weinstock Áron gőzmalombérlő, kereskedő és Czóbel Ilona fia. 1942 júliusában hatvan résztvevő közül ő nyerte meg az Ifjúsági Csoportok Egyesületének énekversenyét. A zsidótörvények néhány évre megakasztották kibontakozó tehetségét. 1942 decemberében az OMIKE Művészakció Kodály-estjén, a Goldmark-teremben léphetett fel, többek között a később világhírűvé vált Starker János gordonkaművésszel. A második világháború alatt munkaszolgálatos volt, majd a mauthauseni koncentrációs táborba deportálták, ahol néhány héttel 22. születésnapja előtt szabadult fel. A holokauszt után senkije sem maradt, szüleit és testvéreit Auschwitzban meggyilkolták.
1945-ben Sergio Failoni olasz karmestertől, akkori operaházi főzeneigazgatótól lehetőséget kapott, hogy fellépjen a budapesti Operaházban, ahol először A köpenyben, majd Verdi Traviátájának Alfred Germont szerepében mutatkozott be. Ezután alkalma nyílt arra, hogy Rómában tanuljon a kor olyan nagy mestereitől, mint Riccardo Stracciari, Aureliano Pertile és Beniamino Gigli. Erőteljes tenorja sokakat Gigli hangjára emlékeztette. Miután fellépett a római amerikai nagykövetségen, meghívást kapott egy egyesült államokbeli koncertsorozatra. Ezután nem kívánt visszatérni Magyarországra és az USA-ban telepedett le. 1947. február 8-án koncertet adott a New York-i városházán, s a másnapi újságokban Carusóhoz hasonlították.
Gafni hangja egyesíti Caruso és Gigli hangjának kiválóságait: a magas régiókban Giglire, az alacsonyabbakban Carusora emlékeztet. Gafni a született énekes, ösztönszerűen mindig eltalálja a legnagyszerűbb zenei megoldást.
1949 novemberében a Carnegie Hallban koncertezett, ahol ismét elismerő kritikát kapott és előadta többek között Jancsi belépőjét Kacsóh Pongrác János Vitézéből. Ugyanebben az évben egy rövidfilm készült életéről a „A hang születik” (A Voice Is Born) címmel, amely elnyerte a legjobb dokumentumfilmnek járó díjat. Karrierjének kezdetétől egészen haláláig több mint 17 világ körüli turnén vett részt. Fellépett a világ szinte valamennyi neves operaházában és több száz önálló koncertet adott. Legalább tizenhat operában énekelt vezető tenorszerepet. Szerepeit kilenc nyelven adta elő.
Az 1960-as években többször járt Magyarországon. 1964 áprilisában a budapesti Operaházban Saint-Saëns Sámson és Delila című operájában énekelte a címszerepet, de szerepelt a Toscában és a Bajazzókban is. 1965 decemberében ismét Budapesten énekelt, ezúttal a Bajazzókban és Az álarcosbálban, mindkét alkalommal telt ház előtt. Úgy tűnt, hogy Magyarországon folytatja énekesi pályáját, de végül visszatért Amerikába, ahol feladta énekesi karrierjét és betársult egy Michel’s Magnifique néven működő csomagolt ételeket forgalmazó vállalkozásba.
Halála előtt a nyugat-virginiai White Sulphur Springsben telepedett le. 1981-ben a New York-i Kennedy repülőtéren szívrohamot kapott, és életét nem tudták megmenteni.
Két feleségétől egy-egy gyermeke született: Ariel (fiú) és Gabriella. Második felesége a svájci származású Annekathi E. Bots volt.

## Filmszerepe
1958-ban szereplője volt „Az aranykalitka” (The Golden Cage) című filmnek, mely az 1956-os magyar forradalmat egy szerelmi történeten keresztül mutatja be. A filmben egy fiatal tenort alakított, aki nem volt hajlandó belépni a magyarországi Kommunista Pártba, majd táncosnő szerelmét otthagyva világkarriert csinált. Az 1956-os forradalom után azonban ismét találkozik szerelmével Bécsben. Ő és Szarvas Janina önmagukat alakítják a filmben, melyben eredeti dokumentumfilm részletek is láthatók.